# Tři generace lidských práv
Dělení lidských práv na tři generace pochází z pera českého právníka Karla Vašáka, jenž působil při Mezinárodním ústavu pro lidská práva ve Štrasburku. Navrhl je v roce 1979.
Vašákovo pojetí, jež částečně vychází z hesla francouzské revoluce Volnost, rovnost, bratrství, zapustilo kořeny především v evropském pojetí lidských práva, mj. si našlo cestu do Listiny základních práv Evropské unie.

## První generace lidských práv
První generace lidských práv se týká především svobody a účasti na politickém životě. Spadají sem mimo jiné svoboda projevu, právo na spravedlivý soud, svoboda vyznání či právo volební.

## Druhá generace lidských práv
Do druhé generace lidských práv spadají práva, jež začala být uznávána po druhé světové válce, týkají se sféry sociální, ekonomické a kulturní. Spadají sem např. otázky zaměstnanosti, bydlení, sociálního pojištění aj.

## Třetí generace lidských práv
Třetí generace pokrývá práva, o jejichž univerzální platnosti se diskutuje a postupně jsou tato práva uznávána teprve v nedávné době - od 70. let 20. století. Spektrum je široké a poměrně vágní. Spadají sem otázky sebeurčení, životního prostředí, udržitelnosti rozvoje či práv kolektivních.